# 植物學名

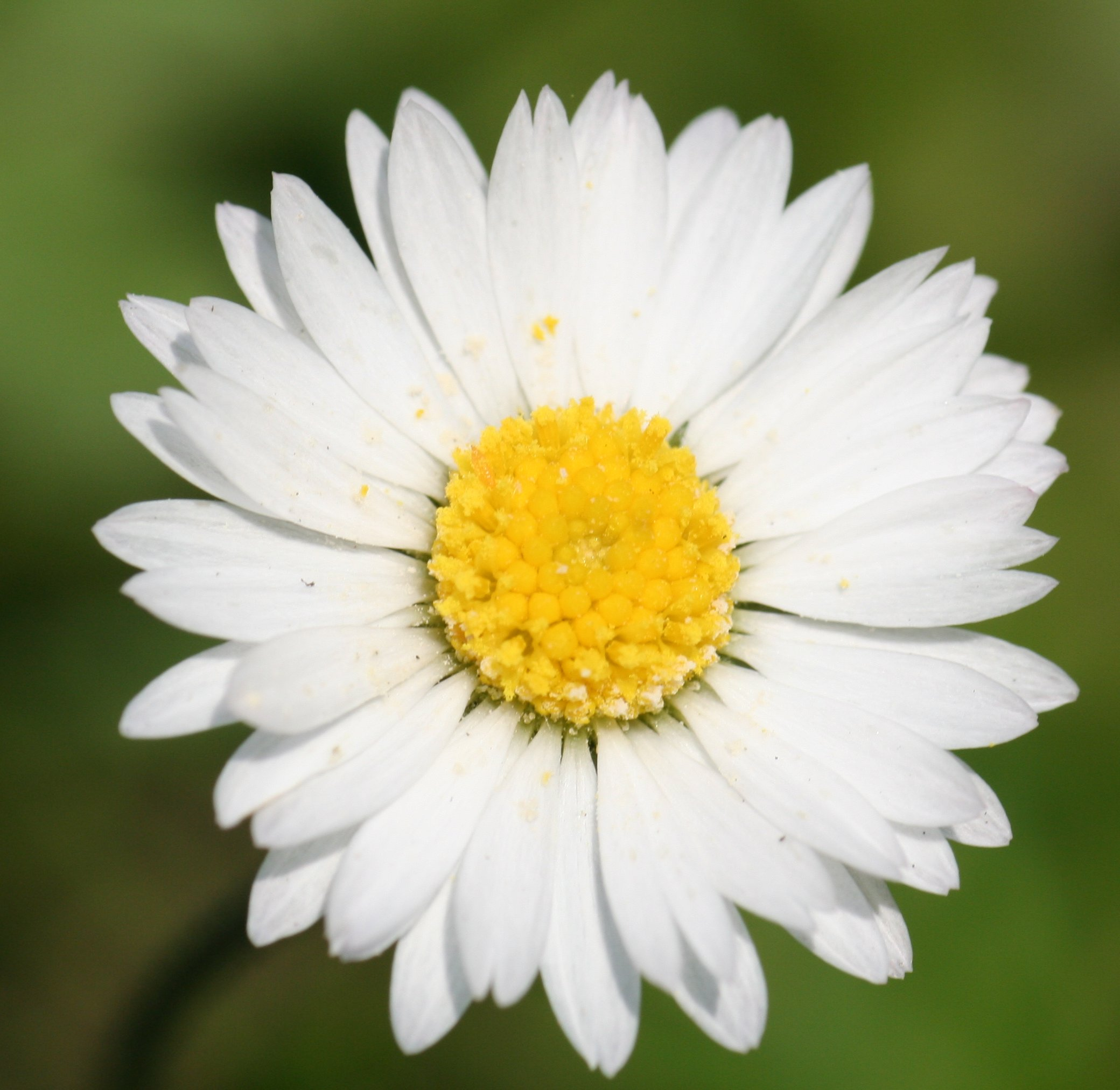
雛菊(Bellis perennis) 有一個植物學名稱和許多常見的名字，包括多年生雛菊，草坪雛菊，普通雛菊和英国雛菊。

植物的學名是指符合《国际藻类、真菌和植物命名法规》的正式名称。如果涉及植物栽培种，附加的栽培种或群加词必须符合《国际栽培植物命名法规》。

## 學名來源
所有階層的學名必須使用拉丁文。但科以上的學名可能有例外。如指「所有的被子植物，屬於門這個階層」，
即被子植物門的學名可為習慣用法Phylum Angiospermae，或為Phylum Magnoliophyta。前者為歷史上習用的學名，至今亦受國際植物命名法規保護，後者則是符合模式法的學名，今日許多植物學者採用此較符合法規的學名。

## 各階層的學名
以白三葉草為例，其分類階層如下：中文為其俗名（之一），而拉丁文則為其學名。各個階層的分類群皆有一拉丁文所構成之學名，且科以上階層為開頭大寫、複數（Vienna Code 16.1）。（下表的基本階層（如界門綱目等）縮一格，二級階層（如族組變種等）縮二格）
植物界 Plantae
被子植物門 Magnoliophyta
雙子葉植物綱 Magnoliopsida
豆目 Fabales
豆科 Fabaceae
三葉草族 Trifolieae
三葉草屬 Trifolium
白三葉草 Trifolium repensL.

## 種以下層級的命名
在植物分類学中, 其分類階層有基本階層（principal rank, 界、門、綱、目、科、屬、種）及二級階層（secondary rank, 族、組、系、變種、型等）。與動物命名不同，種下階層的學名必需予以標示其階層（阶元限定词）後面（例如 "subsp."），藉以指明所指的階層，如Pinus nigra subsp. salzmannii，或變種（如Pinus nigra var. caramanica），有需要的話甚至皆予以標明，如Pinus nigra subsp. salzmannii var. corsicana。

## 学名的作者
有时在学名后面会看到跟着一个人名（全名或缩寫）。表示即為此一學名的發表者（publicator）。
通常在引用一個學名時必需註明其發表者，以免使不同命名者發表的同一命名混淆。
例如：茶葉灰木（Symplocos congesta Benth. var. theifolia (Hayata) Yuen P. Yang & S. Y. Lu），最早由早田文藏於1914年發表為Symplocos adinandrifolia var. theifolia Hayata，隔年他又處理為Symplocos theifolia Hayata，但此名已有D. Don發表（Symplocos theifolia D. Don），因此早田的發表不能作為正常發表而應廢棄。

### 植物学名作者引用
植物名作者的缩写形式習慣上由邱园发布的标准索引为准; 在简要引用中，不需要包括發表日期。标准缩写可以在国际植物名称索引網站查詢。
所以，在Pinus sylvestris L.中, "L."為卡尔·林奈於植物學裡慣用的縮寫方式; 在 'Pinus koraiensis Siebold & Zucc.中，作者為Philipp Franz von Siebold與Joseph Gerhard Zuccarini，二人共同發此學名。 
新組合名：在鑑定時，發現原某甲種（甲屬）被訂正為另一個屬乙, 發表此事的作者在把甲種轉移至乙屬時，原甲種之作者應予以保留，以括號括起，修订人（新發表作者）的名称跟在括号后。例如，美国红杉首先由David Don描述成Taxodium sempervirens D. Don。 后来, Stephan Endlicher指出它和其他 Taxodium不相似, 并将它转入新属, 发布了新组合Sequoia sempervirens (D. Don) Endl.。
在專門的植物分類著作裡，不單作者有特定的表示方法，為節省空間計，其著作或文獻亦有特定的習慣表示方式。
在正式的分类著作中，应给出更为详尽的引用。原名和发表信息都要给出，例如Branta albifrons Scopoli, 1769, Annus I Hist.-Nat. 69。

## 其他注意事項
對於學名的使用常有些規範，但注意，此僅為習慣使然，並未於命名法規中規定（理由是這並非命名議題）。

### 常見的說法
- 文章中多次提到某個物種學名，第一次需完全寫出，而之後（章、節、頁、或段落）出現時，其屬名可以字首縮寫，例如Homo sapiens寫為 H. sapiens。
- 某些極常見的分類群學名，由於已廣為人知，約定成俗的方式亦常見。如在细菌中，Escherichia coli（大肠杆菌）常見僅作E. coli。

## 外部連結
- Curiosities of Biological Nomenclature
- INTERNATIONAL CODE OF BOTANICAL NOMENCLATURE online(Vienna Code)